# Excursiones (álbum)
Excursiones es el cuarto y último álbum de estudio del grupo argentino de rock alternativo y pop experimental, liderado por Rosario Bléfari, Suárez. Fue editado el 29 de octubre de 1999 por el sello de la banda "Feliz año nuevo discos" en Argentina. Este fue el segundo disco de Suárez editado en España (septiembre de 1999) y se lanzó primero en España que en Argentina.

## Sobre el disco
El mismo contiene 13 canciones, aunque una reedición del año 2005 incluye un tema extra. Fue terminado luego de una larga elaboración y preproducción. Se editó además en España por el sello de Zaragoza "Bailanta records", creado por los directores de la revista Zona de obras en asociación con el sello "Subterfuge" de Madrid. Suárez viajó a Europa a presentar el disco durante 1999. El bonus track incluido en la reedición de 2005 (el box set La Colección) fue originalmente grabado en Buenos Aires para un disco compilado de la revista Zona de Obras con motivo del número homenaje a Ruben Dario. El disco fue producido por Gonzalo Córdoba, y como curiosidad es destacable que la edición argentina y la europea son mezclas y matrices distintas. Los integrantes son Rosario Blefari, Fabio Suárez, Gonzalo Córdoba y Diego Fosser. Ésta es la formación más conocida y definitiva de la banda.

## Distintas ediciones y artes de tapa
Las ediciones argentinas de Excursiones no se diferencian excepto la de 2005 que es en formato cartón. La edición europea es igual a la argentina en digipack.

## Lista de canciones
| N.º | Título               | Duración |  |
| 1.  | «Río Paraná»         | 3:09     |  |
| 2.  | «Excursiones»        | 4:14     |  |
| 3.  | «El camino»          | 3:43     |  |
| 4.  | «Mil especies»       | 2:24     |  |
| 5.  | «Tarde de cansancio» | 4:09     |  |
| 6.  | «Anguila»            | 2:57     |  |
| 7.  | «El primitivo»       | 2:46     |  |
| 8.  | «La distancia»       | 3:27     |  |
| 9.  | «La copa»            | 2:15     |  |
| 10. | «El pozo»            | 3:57     |  |
| 11. | «La niebla»          | 3:47     |  |
| 12. | «El imán»            | 5:10     |  |
| 13. | «¿Alguna vez viste?» | 2:29     |  |

| Bonus tracks (2005) |        |          |  |
| N.º                 | Título | Duración |  |
| 14.                 | «4»    | 2:12     |  |
| 46:39               |        |          |  |

## Personal
- Rosario Bléfari: voz
- Fabio Suárez: bajo
- Diego Foser: batería
- Gonzalo Córdoba: guitarra

## Video-clips
- "Rio Paraná" (1999)